# Ghassan Saliba
Pour les articles homonymes, voir Saliba.
Ghassan Saliba (en arabe : غسان صليبا) est un acteur et chanteur libanais, né en 1956 au village de “ Aakoura" au Mont-Liban. Il débute au programme télévisé Studio al Fann (« Studio de l'Art ») où il prend la première place dans la section "chanson libanaise". Son premier rôle au théâtre musical avec les frères Rahbani est dans la scène théâtrale "Petra" jouée en 1977, dans laquelle il interprète le rôle du chef de la caravane. Il joue ensuite dans Hkayet 'amal (« Histoire d'espoir ») de Romeo Lahoud. Ghassan Saliba est surnommé le « Julio des arabes », par comparaison avec Julio Iglesias, pour la beauté et le charme de sa voix.Ses chansons deviennent rapidement très populaires. Mais sa carrière connait un tournant grâce au rôle principal de la pièce de théâtre musicale Sayf 840 (« l'Eté de 840 ») de Mansour Rahbani en 1988. À la suite de ce succès, Ghassan Saliba interprète le rôle principal dans de nombreuses œuvres de Mansour Rahbani et de la famille Rahbani. Le 19 novembre 2011, il a été la vedette du concert présenté à l'Unesco, à Paris, à l'occasion de la Fête de l'Indépendance du Liban.

## Travaux théâtraux
- Pétra, des Frères Rahbani, en 1977
- Hkayet 'amal (Histoire d'Espoir), de Romeo Lahoud, en 1981
- Sold, de Marwan Najjar, en 1984
- Sayf 840 (l'Eté de 840), de Mansour Rahbani, en 1988
- 'Al wassiyyeh (le Testemment), de Mansour Rahbani, en 1994
- Hanibaal, de Ghassan Rahbani, en 1996
- 'Imara men hal zamen, de Talal Haydar et Said Akl, en 1999
- Abou Ttayyeb al Moutanabi, de Mansour Rahbani, en 2001
- Moulouk al Tawa'ef, de Mansour Rahbani, en 2003
- Wa Kam fi l yawm al thaleth, de Mansour Rahbani
- Zenobia, de Mansour Rahbani, en 2007
- Aawdat al finik, de Mansour Rahbani, en 2008
- Gebran wal nabi, de Mansour Rahbani
- Aa ard al ghajar, en 2012
- Antar w abla, en 2016